# Corrado Mangione
Corrado Mangione (Bagnara Calabra, 25 novembre 1930 – Milano, 28 febbraio 2009) è stato un logico, storico della filosofia e curatore editoriale italiano, docente di logica all'Università di Milano: «uno dei padri della rinascita degli studi di logica in Italia nella seconda metà del secolo scorso»..

## Biografia
Negli anni Sessanta diresse le due collane matematiche della casa editrice Progresso tecnico editoriale di Milano, appendice della Aldo Martello editore, dedicata alla pubblicazione di una serie di opuscoli tascabili di divulgazione scientifica nel campo della matematica e della chimica.
Presso l'editore Boringhieri di Torino ha diretto la serie Testi e manuali della scienza contemporanea. Serie di logica matematica.
Ha contribuito alla Storia del pensiero filosofico e scientifico pubblicata da Ludovico Geymonat per Garzanti con specifici contributi sulla storia della logica moderna e contemporanea. Ha successivamente ampliato e sistematizzato tali contributi nella Storia della logica. Da Boole ai nostri giorni (con la collaborazione di Silvio Bozzi): l'opera costituisce un ampio ed esaustivo lavoro di ricognizione e sintesi sugli ambiti di ricerca e sui risultati della logica contemporanea.
Per Franco Muzzio & C. Editore ha diretto la collana editoriale Muzzio scienze.
Insieme a Edoardo Ballo, Silvio Bozzi, Gabriele Lolli e Paolo Pagli, ha curato, per Bollati Boringhieri, l'edizione italiana delle opere di Kurt Gödel.

## Pubblicazioni
- Elementi di logica matematica, Torino, Boringhieri, 1964
- Gottlob Frege. Logica e aritmetica, scritti raccolti a cura di Corrado Mangione con prefazione di Ludovico Geymonat, Torino, Boringhieri, 1965
- (curatore) Rózsa Péter, Giocando con l'infinito: matematica per tutti, traduzione di Giulio Giorello, Milano, Feltrinelli, 1973
- (curatore, con Gabriele Lolli) AA.VV., Matematica e calcolatore, Milano, Le Scienze quaderni, 1984
- (curatore) Scienza e filosofia: saggi in onore di Ludovico Geymonat, Milano, Garzanti, 1985
- (con Silvio Bozzi) Storia della logica, 2 volumi, Milano, CUEM, 1985
  - Volume 1, 2004 ISBN 978-88-6001-853-3
  - Volume 2, 2004 ISBN 978-88-6001-854-0
- (con Silvio Bozzi) Storia della logica. Da Boole ai nostri giorni, Milano, Garzanti libri, 1993, ISBN 978-88-11-59966-1